# Ethanolamin
Ethanolamin (též kolamin, zkráceně ETA nebo MEA) je organická sloučenina se vzorcem HOCH2CH2NH2 (C2H7NO). Patří zároveň mezi primární alkoholy i primární aminy. Jedná se o bezbarvou kapalinu s amoniakovým zápachem.
Jeho deriváty mají široký výskyt v přírodě, například lipidové deriváty, ethanolamin je prekurzorem mnoha N-acylethanolaminů, které ovlivňují některé fyziologické procesy u živočichů a rostlin, například klíčení semen, interakce rostlin s patogeny, vývoj chloroplastů a kvetení. S kyselinou arachidonovou vytváří endokanabinoid anandamid.
Ethanolamin patří mezi aminoalkoholy. Mezi deriváty ethanolaminu patří mnohé látky s antihistaminickými účinky, například karbinoxamin, klemastin, dimenhydrinát, difenhydramin a doxylamin.

## Výroba
Ethanolamin se vyrábí reakcí ethylenoxidu s vodným roztokem amoniaku; při této reakci rovněž vznikají diethanolamin a triethanolamin. Množství těchto produktů lze ovlivnit poměrem množství reaktantů.

## Biochemické vlastnosti
V organismech je ethanolamin syntetizován dekarboxylací serinu:
HOCH2CH(CO2H)NH2 → HOCH2CH2NH2 + CO2
Ethanolamin je druhou nejčastější skupinou tvořící „hlavu“ fosfolipidů, látek tvořících buněčné membrány. Také je součástí molekul jako palmitoylethanolamid, které ovlivňují CB1 receptory.

## Použití
Pro ethanolamin se často používá zkratka MEA, a to za účelem jeho odlišení od diethanolaminu (DEA) a triethanolaminu (TEA). Používá se na výrobu detergentů, emulgátorů, leštidel, léčiv a inhibitorů koroze a také na výrobu dalších látek.
Příkladem je reakce ethanolaminu s amoniakem za vzniku ethylendiaminu, z něhož se dále získává Kyselina ethylendiamintetraoctová používaná jako chelatační činidlo.

### Čištění plynů
Podobně jako ostatní aminy patří i ethanolamin mezi slabé zásady, což se využívá při čištění plynů. Monoethanolaminy mohou velmi účinně z plynů vzniklých spalováním uhlí, methanu či bioplynu účinně odstraňovat oxid uhličitý (CO2). Tento postup se také používá k obnovování vzduchu na palubách ponorek.
MEA ionizuje kyselé látky obsažené v těchto plynech, čímž se jejich molekuly stávají polárními a tak i lépe rozpustnými.
Čisticí roztoky MEA mohou být regenerovány pomocí regeneračních zařízení. Při zahřání MEA uvolňuje rozpuštěné H2S a CO2, čímž opět vzniká čistý roztok.

### Ostatní použití
Ve farmacii se MEA obvykle používá na přípravu emulzí nebo tlumivých roztoků. Lze jej využít též v kosmetice jako regulátor pH.